# Interior Music
Interior Music è un album di Jean-Michel Jarre, pubblicato nel 2001 in esclusiva per Bang & Olufsen. Consiste in due lunghe tracce d'atmosfera: la prima, Bonjour, Hello, è un collage di suoni e parti vocali che ripetono alcune brevi frasi (tra cui frasi provenienti da pubblicità della Bang & Olufsen) in inglese, francese e danese. Il secondo brano, Whispers Of Life, è la versione strumentale del primo. Sebbene nel retro del cd era dichiarato che questi due brani erano estratti di un album futuro, quell'album non è ancora stato pubblicato. Di questo disco sono state pubblicate solo 1000 copie.

## Tracce
1. Bonjour, Hello – 25:28
2. Whispers Of Life – 25:56